# Orpí
Orpí – gmina w Hiszpanii, w prowincji Barcelona, w Katalonii, o powierzchni 15,26 km². W 2011 roku gmina liczyła 160 mieszkańców.